# Semorina iris
Semorina iris là một loài nhện trong họ Salticidae.
Loài này thuộc chi Semorina. Semorina iris được Eugène Simon miêu tả năm 1901.